# Platnum
Platnum – brytyjskie trio wokalne: Aaron Evers, Mina Poli i Michelle McKenna z Manchesteru. Powstało w 2004 roku. Największym sukcesem było wystąpienie w "What's It Gonna Be" H "Two" O.

## Single
- 2008: „What’s It Gonna Be”
- 2008: „Love Shy (Thinking About You)”
- 2009: „Trippin”
- 2010: „Emotionally Tired”
- 2010: „Signals”
- 2011: „Fire In My Eyes”